# Зессенгаузен
Зессенгаузен (нім. Sessenhausen) — громада в Німеччині, розташована в землі Рейнланд-Пфальц. Входить до складу району Вестервальд. Складова частина об'єднання громад Зельтерс (Вестервальд).
Площа — 5,45 км2. Населення становить 866 ос. (станом на 31 грудня 2020).